# 宝塚市立中山桜台小学校
宝塚市立中山桜台小学校（たからづかしりつ なかやまさくらだいしょうがっこう）は、かつて兵庫県宝塚市中山桜台4丁目に所在した公立小学校。

## 沿革
- 1976年（昭和51年）4月1日 - 開校。
- 2018年（平成30年）4月12日 - 宝塚市立中山五月台小学校と統合するよう要請する意見書が市に提出された[1]。
- 2022年4月1日 - 宝塚市立中山五月台小学校と統合。統合後は宝塚市立中山桜台小学校の校舎が使用され、学校名は宝塚市立中山台小学校となり、宝塚市立中山桜台小学校としては閉校。新型コロナウイルス感染症の影響により当初計画より1年間延期となった[2]。

## 通学区域
- 切畑字長尾山(10番地)、中山台1丁目、2丁目、中山桜台1丁目～5丁目、6丁目(1番～12番、15番～16番、18番)、7丁目、中山五月台1丁目～4丁目、中筋山手7丁目(4番～20番)[3]

※卒業後は基本的に宝塚市立中山五月台中学校に進学する。

## アクセス
- 阪急バス「桜台四丁目」バス停下車後、徒歩。